# Pauropus spectabilis
Pauropus spectabilis är en mångfotingart som beskrevs av Hansen 1901. Pauropus spectabilis ingår i släktet grovfåfotingar, och familjen fåfotingar. Inga underarter finns listade i Catalogue of Life.